# Evil (canción de Interpol)
«Evil» (En español «Maligno» o «Maldad») Es un sencillo de la banda norteamericana de rock Interpol. Fue lanzado como segundo sencillo de su segundo álbum estudio, Antics, el 3 de enero de 2005. Se cree que la canción es sobre Fred y Rosemary West, un matrimonio que juntos violaron y asesinaron a chicas adolescentes, no obstante el vocalista de la banda lo desmentiría en una entrevista en México. Alcanzó el puesto 18 de la cartelera UK Single Chart y el puesto 24 de la lista Alternative Songs de la revista Billboard. En Australia, la canción se situó en el puesto 76 de Triple J's Hottest 100 of 2004.

## Vídeo musical
Dirigido por Charlie White, muestra una marioneta de tamaño real que viaja de una ambulancia a la sala de emergencia de un hospital después de tener un accidente de tránsito. Inicialmente fue examinada por actores mientras esta canta la letra de la canción. El nombre de la marioneta es Norman, fue bautizado por los fanáticos en un foro de Interpol poco después de estrenarse el video.

## Listados de canciones
- 7" OLE6377

1. "Evil" @– 3:36
2. "Leif Erikson" (Zane Lowe sesión de BBC)

- CD OLE6372

1. "Evil" @– 3:36
2. "Song Seven" @– 4:50

- Maxi-CD OLE6376

1. "Evil" @– 3:36
2. "Narc" (Zane Lowe sesión de BBC) @– 4:08
3. "Evil" (Zane Lowe sesión de BBC) @– 3:33
4. "Slow Hands" (vídeo)

- Maxi-CD OLE6472

1. "Evil" – 3:36
2. "Song Seven" – 4:49
3. "Leif Erikson" (Zane Lowe sesión de BBC) @– 3:53
4. "Narc" (Zane Lowe sesión de BBC) @– 4:08
5. "Evill" (Zane Lowe sesión de BBC) @– 3:33

## Otro
- "“Evil” sonó en el episodio “Mueve Las Caderas” quinto capítulo de la primera temporada de la serie de televisión Grey's Anatomy. También la colocaron en un episodio de la primera temporada de Entourage y un episodio de drama adolescente The O.C..
- El video estuvo en el puesto 25 del Top 25 de Los Videos más Aterradores de Yahoo!.[6]